# Sheepy
Sheepy è una parrocchia civile di 1 192 abitanti della contea del Leicestershire, in Inghilterra. È composta dai villaggi di Sheepy Magna e Sheepy Parva.